# میدان نفتی مسجد سلیمان

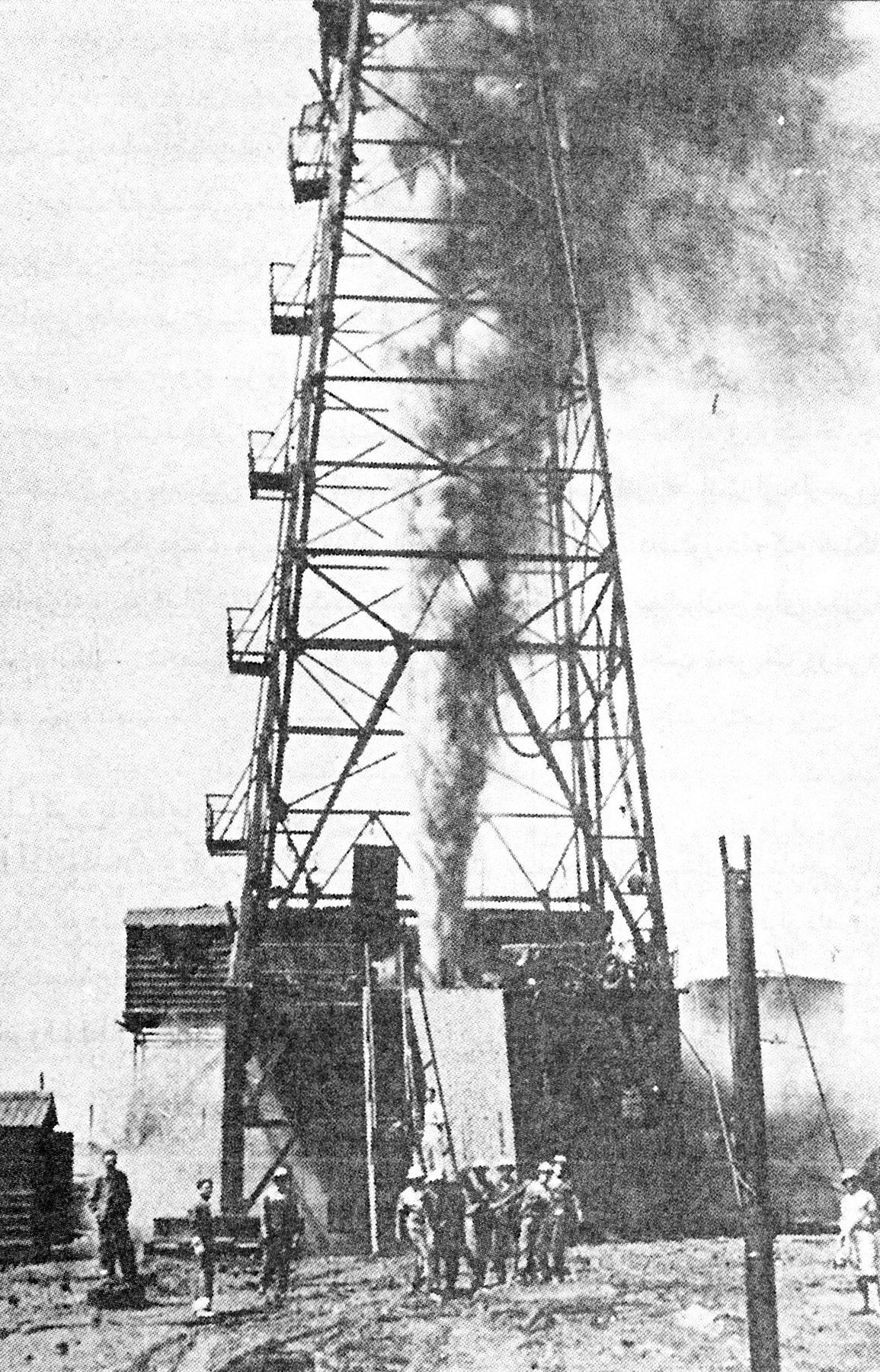
فوران یکی از چاه‌های نفت در میدان مسجدسلیمان، در خلال عملیات حفاری، توسط شرکت نفت ایران و انگلیس

میدان نفتی مسجد سلیمان از میدان‌های نفتی ایران است، که در محدوده شهرستان مسجدسلیمان، در استان خوزستان و در جنوب‌غربی ایران قرار دارد. این میدان در سال ۱۲۸۷ کشف شد، که هم‌اکنون به‌عنوان نخستین و قدیمی‌ترین میدان نفتی در خاورمیانه شناخته می‌شود. میزان نفت درجای میدان مسجدسلیمان بیش از ۶ میلیارد بشکه نفت خام برآورد می‌شود. هم‌اکنون ظرفیت تولید نفت خام این میدان به‌طور متوسط معادل ۵ هزار بشکه در روز است. میدان نفتی مسجدسلیمان از میادین تحت مدیریت شرکت ملی مناطق نفت‌خیز جنوب است، که عملیات تولید نفت در آن توسط شرکت بهره‌برداری نفت و گاز مسجدسلیمان انجام می‌شود. تاکنون ۳۱۷ حلقه چاه در این میدان نفتی حفاری شده که ۲۸۵ حلقه چاه از این تعداد در مخزن آسماری تکمیل شده‌است. حداکثر ظرفیت تولید روزانه نفت از میدان مسجدسلیمان به سال ۱۳۱۲ بازمی‌گردد که بطور میانگین ۱۱۲ هزار بشکه در روز از این میدان نفت استخراج می‌شد. در فاصله سالهای ۱۹۰۸ تا ۱۹۲۸ میلادی، بخش اعظم از نفت تولیدی ایران تنها از میدان مسجدسلیمان تولید می‌گردید.

## پیشینه

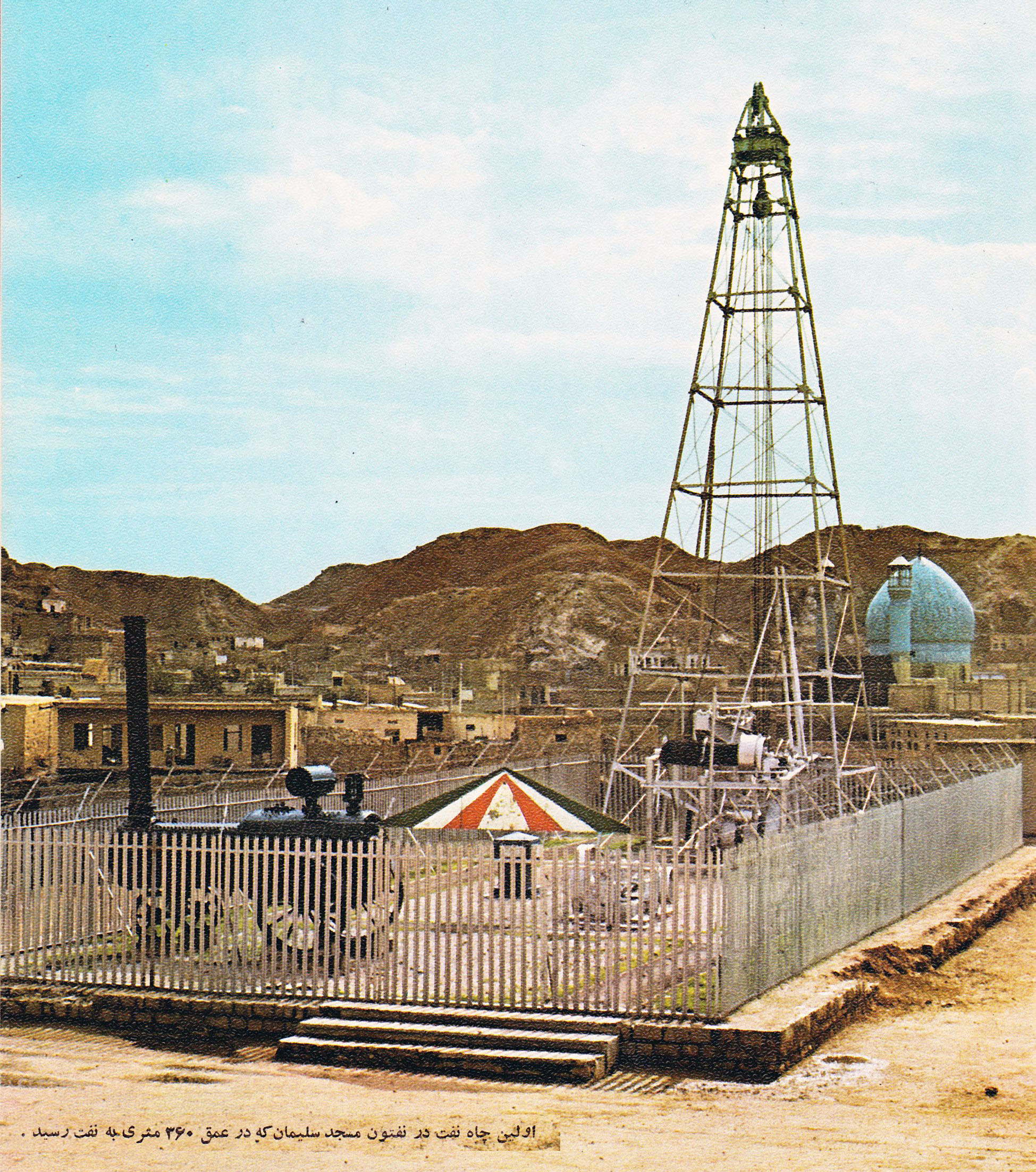
چاه شماره یک، نخستین چاه حفاری شده در میدان مسجدسلیمان

در تاریخ ۲۸ می ۱۹۰۱ میلادی، در زمان سلطنت مظفرالدین شاه قاجار، ویلیام ناکس دارسی، بازرگان بریتانیایی، امتیاز کشف نفت ایران را از دولت وقت ایران دریافت کرد و برای این منظور جورج برنارد رینولدز را که تجربیاتی در زمینه حفاری چاه‌های نفت در مناطق نفت‌خیز سوماترا را داشت، برای اکتشاف مخازن زیرزمینی و نیز طراحی و اجرای عملیات استخراج و بهره‌برداری نفت، به استخدام درآورد. رینولدز در پایان سال ۱۹۰۲ عملیات حفاری اولین چاه در چاه‌سرخ واقع در منطقه قصر شیرین و همچنین شاردین در نزدیکی شهر رامهرمز را آغاز کرد و همزمان مقدمات حفاری یک حلقه چاه اکتشافی دیگر را در منطقه نفتون واقع در محدوده کنونی مسجدسلیمان را مهیا ساخت. پس از دو سال حفاری در منطقه شاردین، گروه عملیات حفاری رینولدز به این نتیجه رسیدند که در این نقطه نمی‌توانند به مخزن نفت برسند. سرمایه شرکت که از انگلیس تأمین شده بود تا در ایران به نفت دست یابد، به علت طولانی شدن دوره عملیات حفاری، به پایان می‌رسید و سرمایه‌گذار اصلی؛ ویلیام ناکس دارسی که از اکتشاف نفت در این منطقه قطع امید کرده بود، طی تلگرافی از رینولدز خواست تا عملیات حفاری را متوقف کند. اما علائم موجود و وجود آتشگاه و نیز حوضچه‌ای که خود به خود قیر از آن می‌جوشید و یادداشت‌های مورخین و باستان‌شناسان که تصریح کرده بودند در ناحیه نفتون، نفت فراوان به دست می‌آید، رینولدز را که از مدتی پیش در آنجا به کار عملیات حفاری مشغول بود، امیدوار کرد و به همین علت وسائل و تجهیزات را به منطقه نفتون در مسجد سلیمان کنونی منتقل نمود و در پایان ماه ژانویه سال ۱۹۰۸ میلادی، عملیات حفاری چاه شماره یک در مخزن آسماری این میدان آغاز شد.
در ساعت چهار صبح روز پنجم خرداد ۱۲۸۷ (معادل ۲۶ می ۱۹۰۸) مته حفاری از ضخامت زمینی به قطر ۳۰۰ متر عبور کرد و آخرین ضربه خود را به صخره عظیمی که روی مخزن نفتی قرار داشت، فرود آورد، در نتیجه در عمق ۱۱۸۰ پا (۳۶۰ متری) نفت با فشار زیادی تا ارتفاع ۵۰ پا (۱۵ متر) بالاتر از نوک دکل حفاری فوران کرد. این اتفاق، که نخستین اکتشاف نفت در خاورمیانه به‌شمار می‌رفت، حیات اقتصادی و اجتماعی ایران را به کلی دگرگون کرد. از چاه شماره یک، روزانه ۳۶ هزار لیتر (معادل ۸۰۰۰ گالن) نفت استخراج می‌شد. در طول دهه‌های بعدی در این میدان بالغ بر ۳۰۰ حلقه چاه نفت، در راستای توسعه مخازن و بهره‌برداری از نفت خام آن، حفاری و تکمیل شد. امروزه هم‌چنان تولید نفت خام از این میدان با نرخ پایین انجام می‌گیرد. میدان مسجدسلیمان همچنین دارای ذخایر قابل‌توجه گاز طبیعی می‌باشد، که مخازن گازی آن توسعه نیافته است.